# Ruta de Rhode Island 91
La ruta de Rhode Island 91, y abreviada R.I. 91 (en inglés: Rhode Island Route 91) es una carretera estatal estadounidense ubicada en el estado de Rhode Island. La carretera inicia en el sur desde la  Ruta 3     en Westerly hacia el norte en la  Ruta 112     en Charlestown. La carretera tiene una longitud de 19,3 km (12 mi).

## Mantenimiento
Al igual que las autopistas interestatales, y las rutas federales y el resto de carreteras estatales, la Ruta de Rhode Island 91 es administrada y mantenida por el Departamento de Transporte de Rhode Island por sus siglas en inglés RIDOT.

## Cruces
La ruta de Rhode Island 91 es atravesada principalmente por la Switch Road en la intersección de Wood River.